# Brand New Me
Brand New Me – drugi singel z piątego albumu studyjnego Alicii Keys zatytułowanego Girl on Fire. Twórcami kompozycji są Alicia Keys i Emeli Sandé. W Polsce premiera radiowa odbyła się 7 stycznia 2013.

## Notowania
| Lista                             | Pozycja |
| --------------------------------- | ------- |
| Szczecińska Lista Przebojów       | 1       |
| Lista Przebojów Radia Łódź        | 22      |
| Lista Przebojów Radia Nysa FM     | 16      |
| Złota Trzydziestka Radia Koszalin | 16      |